# جبريل مورا (كاتب)
جبريل مورا (بالإسبانية: Gabriel Mora)‏ هو ناشط إسبرنتو وكاتب إسباني، ولد في 3 سبتمبر 1925 في كاستيلار ديل فاليس في إسبانيا، وتوفي في 25 نوفمبر 2014 في مانريسا في إسبانيا.